# Zemmix CPC-50
De CPC-50 is een door Daewoo in 1984 gefabriceerde MSX-computer en werd in Zuid-Korea op de markt gebracht onder de merknaam Zemmix.
De computerbehuizing bestaat uit één stuk, waarin alle computerelektronica is ondergebracht en is modern vormgegeven met afgeronde hoeken. Opvallend is echter dat een geïntegreerd toetsenbord ontbreekt waardoor het ontwerp een sterke gelijkenis vertoont met spelcomputers uit dezelfde periode en nog het meest lijkt op de Sega Master System II. De behuizing is dan ook voorzien van de opdruk Game Station, juist onder de cartridgesleuf.
De computer kan echter tot een volwaardige homecomputer worden gemaakt door hierop een extern toetsenbord aan te sluiten.
De computer is uitgerust met één cartridgesleuf aan de bovenzijde en twee joystickaansluitingen aan de voorzijde van de computerbehuizing. Alle overige aansluitingen bevinden zich aan de achterzijde.

## Modelvarianten
Van de CPC-50 zijn de onderstaande modelvarianten geproduceerd:
- CPC-50A, uitvoering in roze/wit of groen/wit met slechts 8 kB RAM.[1]
- CPC-50B, de behuizing van dit model is blauw/geel.
- CPC-50P, de behuizing van dit model is roze/blauw.
- CPC-50W, de behuizing van dit model is wit/roze.

## Technische specificaties
Processor
- Zilog Z80A-kloon met een kloksnelheid van 3,56 MHz (PAL)

Geheugen
- ROM: 32 kB
  - MSX BASIC versie 1.0: 16 kB

- RAM: 64 kB
- VRAM: 16 kB

Weergave
- VDP Texas Instruments TMS9918
- tekst: 40×24 en 32×24 (karakters per regel × regels) vier kleuren, twee voorgrondkleuren en twee achtergrondkleuren
- grafisch: resolutie maximaal 256×192 beeldpunten
- kleuren: 16 maximaal

Controller
- MSX-controller: T7937

Geluid
- PSG General Instrument AY-3-8910
- 3 geluidskanalen, waarvan één ruiskanaal
- 8 octaven

Aansluitingen
- netsnoer
- RF-uitgang
- CVBS-uitgang
- datarecorder (1200/2400 baud)
- 1 generieke uitbreidingpoort
- printer
- toetsenbord
- 2 joysticks
- 2 cartridgesleuven